# Медиана треугольника
Медиа́на треуго́льника (лат. mediāna — средняя) ― отрезок в треугольнике, соединяющий вершину треугольника с серединой стороны, противоположной этой вершине.
Иногда медианой называют также прямую, содержащую этот отрезок, а иногда длину этого отрезка.
Точка пересечения медианы со стороной треугольника называется основанием медианы.
Если {\displaystyle ABC} ― треугольник, и {\displaystyle a=BC}, {\displaystyle b=AC}, {\displaystyle c=AB} ― длины сторон (или просто стороны), то медианы, проведённые соответственно из вершин {\displaystyle A}, {\displaystyle B}, {\displaystyle C} к сторонам {\displaystyle a}, {\displaystyle b}, {\displaystyle c}, обычно обозначаются {\displaystyle m_{a}}, {\displaystyle m_{b}} и {\displaystyle m_{c}}.

## Связанные определения
Точка пересечения медиан делит каждую медиану на два отрезка.
Отрезок от вершины до точки пересечения называется предмедианой, а отрезок от точки пересечения до противоположной стороны постмедианой.
В частности можно сказать, что в любом треугольнике отношение предмедианы к постмедиане равно двум.

## Свойства

### Основное свойство
Для любого треугольника существует точка, через которую проходят все три его медианы. Точка, о которой идёт речь, называется центроидом или центром тяжести треугольника; каждая медиана делится этой точкой на две части в отношении 2:1, считая от соответствующей вершины треугольника.

### Свойства медианравнобедренного треугольника
В равнобедренном треугольнике две медианы, проведенные к равным сторонам треугольника, равны, а третья медиана одновременно является биссектрисой и высотой. Верно и обратное: если в треугольнике две медианы равны, то треугольник — равнобедренный, а третья медиана одновременно является биссектрисой и высотой угла при своей вершине.
У равностороннего треугольника все три медианы равны.
Если медианы равнобедренного треугольника, проведённые к боковым сторонам, пересекаются под прямым углом, то косинусы углов при основании этого треугольника равны {\displaystyle {\dfrac {1}{\sqrt {10}}}}, а косинус противоположного основанию угла равен {\displaystyle {\dfrac {4}{5}}}.

### Свойства оснований медиан
- Теорема Эйлера для окружности девяти точек: основания трёх высот произвольного треугольника, середины трёх его сторон (основания его медиан) и середины трёх отрезков, соединяющих его вершины с ортоцентром, все лежат на одной окружности (так называемой окружности девяти точек).
- Отрезок, проведенный через основания двух любых медиан треугольника, является его средней линией. Средняя линия треугольника всегда параллельна той стороне треугольника, с которой она не имеет общих точек.
  - Следствие (теорема Фалеса о параллельных отрезках). Средняя линия треугольника равна половине длины той стороны треугольника, которой она параллельна.
- Теркем доказал теорему Теркема[2]. Она утверждает, что если окружность девяти точек пересекает стороны треугольника или их продолжения в 3 парах точек (в 3 основаниях соответственно высот и медиан), являющихся основаниями 3 пар чевиан, то, если 3 чевианы для 3 из этих оснований пересекаются в 1 точке (например 3 медианы пересекаются в 1 точке), то 3 чевианы для 3 других оснований также пересекаются в 1 точке (то есть 3 высоты также обязаны пересечься в 1 точке).

### Другие свойства
- Если треугольник разносторонний (неравнобедренный), то его биссектриса, проведённая из любой вершины, лежит между медианой и высотой, проведёнными из той же вершины.
- Медиана разбивает треугольник на два равновеликих (по площади) треугольника.
- Медиана делит пополам любой отрезок, параллельный стороне, к которой проведена эта медиана.
- Треугольник делится тремя медианами на шесть равновеликих треугольников. Центры описанных окружностей этих шести треугольников лежат на одной окружности, которая называется окружностью Ламуна.
- Из отрезков, образующих медианы, можно составить треугольник, площадь которого будет равна 3/4 от всего треугольника. Длины медиан удовлетворяют неравенству треугольника.
- В прямоугольном треугольнике медиана, проведённая из вершины с прямым углом, равняется половине гипотенузы.
- Большей стороне треугольника соответствует меньшая медиана.
- Отрезок прямой, симметричный или изогонально сопряжённый внутренней медиане относительно внутренней биссектрисы, называется симедианой треугольника. Три симедианы проходят через одну точку — точку Лемуана.
- Медиана угла треугольника изотомически сопряжена самой себе.

- Трилинейная поляра центроида (точки пересечения трех медиан) — бесконечно удаленная прямая (см. рис.).

## Основные соотношения
Чтобы вычислить длину медианы, когда известны длины сторон треугольника, применяется теорема Аполлония (выводится через теорему Стюарта или достроением до параллелограмма и использованием равенства в параллелограмме суммы квадратов сторон и суммы квадратов диагоналей):
{\displaystyle m_{a}={\dfrac {1}{2}}{\sqrt {2b^{2}+2c^{2}-a^{2}}},}
{\displaystyle m_{b}={\dfrac {1}{2}}{\sqrt {2a^{2}+2c^{2}-b^{2}}},}
{\displaystyle m_{c}={\dfrac {1}{2}}{\sqrt {2a^{2}+2b^{2}-c^{2}}},}
где {\displaystyle m_{a},\ m_{b},\ m_{c}} — медианы к сторонам треугольника {\displaystyle a,\ b,\ c} соответственно.
В частности, сумма квадратов медиан произвольного треугольника составляет 3/4 от суммы квадратов его сторон:
{\displaystyle m_{a}^{2}+m_{b}^{2}+m_{c}^{2}={\frac {3}{4}}(a^{2}+b^{2}+c^{2})}.
Обратно, можно выразить длину произвольной стороны треугольника через медианы:
{\displaystyle a={\frac {2}{3}}{\sqrt {-m_{a}^{2}+2m_{b}^{2}+2m_{c}^{2}}}={\sqrt {2(b^{2}+c^{2})-4m_{a}^{2}}}={\sqrt {{\frac {b^{2}}{2}}-c^{2}+2m_{b}^{2}}}={\sqrt {{\frac {c^{2}}{2}}-b^{2}+2m_{c}^{2}}},}
{\displaystyle b={\frac {2}{3}}{\sqrt {-m_{b}^{2}+2m_{a}^{2}+2m_{c}^{2}}}={\sqrt {2(a^{2}+c^{2})-4m_{b}^{2}}}={\sqrt {{\frac {a^{2}}{2}}-c^{2}+2m_{a}^{2}}}={\sqrt {{\frac {c^{2}}{2}}-a^{2}+2m_{c}^{2}}},}
{\displaystyle c={\frac {2}{3}}{\sqrt {-m_{c}^{2}+2m_{b}^{2}+2m_{a}^{2}}}={\sqrt {2(b^{2}+a^{2})-4m_{c}^{2}}}={\sqrt {{\frac {b^{2}}{2}}-a^{2}+2m_{b}^{2}}}={\sqrt {{\frac {a^{2}}{2}}-b^{2}+2m_{a}^{2}}},}
где {\displaystyle m_{a},m_{b},m_{c}} — медианы к соответствующим сторонам треугольника, {\displaystyle a,b,c} — стороны треугольника.
Площадь {\displaystyle S} любого треугольника, выраженная через длины его медиан:
{\displaystyle S={\frac {4}{3}}{\sqrt {\sigma (\sigma -m_{a})(\sigma -m_{b})(\sigma -m_{c})}},}
где {\displaystyle \sigma =(m_{a}+m_{b}+m_{c})/2} — полусумма длин медиан.
Углы, образованные между медианой треугольника и его стороной, к которой проведена данная медиана, равны
{\displaystyle \operatorname {arccot} {\frac {a^{2}-b^{2}}{4S}},\operatorname {arccot} {\frac {b^{2}-a^{2}}{4S}}},
где {\displaystyle S} — площадь данного треугольника, {\displaystyle a} и {\displaystyle b} — его стороны с общей вершиной в той точке, из которой проведена данная медиана в треугольнике.

## Вариации и обобщение
- Чевиана — отрезок в треугольнике, соединяющий вершину треугольника с точкой на противоположной стороне.